# Ding Bangchao

Ding Bangchao (né le 11 octobre 1996) est un athlète chinois, spécialiste du saut à la perche.

## Carrière
Le 18 mai 2017, il porte son record personnel à 5,70 m à Jinan. Le 6 juillet 2017, il remporte le titre lors des Championnats d'Asie d'athlétisme 2017, avec un saut à 5,65 m, même mesure que le second Masaki Ejima, tous les deux au 3e essai.
Le 7 avril 2019, il franchit 5.71 à	Zhaoqing.

## Palmarès
| Date | Compétition         | Lieu        | Résultat | Marque |
| ---- | ------------------- | ----------- | -------- | ------ |
| 2017 | Championnats d'Asie | Bhubaneswar | 1er      | 5,65 m |

## Records
| Épreuve          | Épreuve   | Performance | Lieu     | Date         |
| ---------------- | --------- | ----------- | -------- | ------------ |
| Saut à la perche | Plein air | 5,70 m      | Zhaoqing | 7 avril 2019 |
| Saut à la perche | En salle  | 5,71 m      | Jinan    | 17 mars 2021 |